# Rise Today
Rise Today – pierwszy singel amerykańskiej rockowej formacji Alter Bridge z jej drugiego albumu studyjnego Blackbird. Osiągnął 2. miejsce na liście US Hot Mainstream Rock Tracks oraz 32. pozycje w zestawieniu US Alternative Songs. Brytyjska wersja singla zawiera bonus track "New Way to Live".
Partię gitary prowadzącej gra w tym utworze wokalista Myles Kennedy oprócz końcowej solówki gitarowej granej przez gitarzystę Marka Tremontiego. Od momentu wydania albumu Blackbird, zespół zamyka tym utworem swoje koncerty.

## Lista utworów
iTunes Digital Single:
- "Rise Today" (Radio Edit) - 4:13

UK Commercial Single:
- "Rise Today" (Radio Edit) - 4:09
- "New Way to Live" - 5:40

## Wykonawcy
- Myles Kennedy - wokal prowadzący, gitara prowadząca, gitara rytmiczna
- Mark Tremonti - gitara rytmiczna, wokal wspierający, gitara prowadząca
- Brian Marshall - gitara basowa
- Scott Phillips - perkusja